# بيرت جونسون
بيرت جونسون هو سياسي كندي، ولد في 13 مارس 1939. حزبياً، نشط في حزب أونتاريو المحافظ التقدمي. وقد انتخب عضو برلمان مقاطعة أونتاريو.